# Tom Stacks
Thomas De Armen Stacks (Harrisburg, 9 november 1899 - 19 februari 1936) was een Amerikaanse zanger en drummer, die meezong en meespeelde op honderden jazz- en novelty-platen van de bands van banjoïst en bandleider Harry Reser.
Stacks begon zijn muzikale loopbaan in het begin van de jaren twintig. In 1926 sloot hij zich bij Harry Reser aan. Hij zong met zijn ongebruikelijke (puber)stem op talloze (vaak humoristische) platen van de band van Reser, die onder verschillende namen opnam om voor verschillende platenlabels op te kunnen nemen, zoals The Six Jumping Jacks, Harry Reser's Rounders, the Roving Romeos en de Jazz Pilots. Reser trad ook op voor de radio, zoals voor WEAF (hier onder de naam Clicquot Club Eskimos, naar het drankje van een sponsor). Stacks drumde tevens in het orkest van Isham Jones.
In 1936 kwam Stacks om het leven bij een brand in een Chinees restaurant, toen hij terugkeerde in de zaak om zijn drumstel uit de vlammen te redden.

## Discografie (selectie)
met Harry Reser:
- Six Jumping Jacks 1926-1930, Retrieval Recordings, 2006 ('albumpick' Allmusic.com)
- Harry Reser's Novelty Groups, Take Two Records, 2012

met Isham Jones:
- Swingin' Down the Lane, Sanctuary Records/ASV/Living Era, 2005

- Bibliothèque nationale de France: cb16214189c (data)
- MusicBrainz: 432b0fee-b66c-43b6-9e9b-a1fc241ef02a
- Virtual International Authority File: 137749118